# Стар Караорман
Стар Караорман (на македонска литературна норма: Стар Караорман) е село в община Щип, Северна Македония.

## География
Стар Караорман е сред най-големите села в Община Щип според данните от 2002 година. Разположено е в плодородната долина на река Брегалница на левия ѝ бряг, на 5 километра северно от град Щип. За развитието на селото способства плодородното землище и близостта до Щип и пътните артерии свързващи Повардието с Кочанското поле и Малешевско. На отсрещния бряг на Брегалница се намира друго село - Чардаклия, а на север е село Нов Караорман, намиращо се вече на територията на община Карбинци.

## История
На километър южно от селото е археологическият обект Горно поле-Балабаница, селище от Желязната и Ранноантичната епоха. На север е некрополът от Желязната епоха Орлови чуки.
В XIX век Стар Караорман е малко българско село в Щипска кааза на Османската империя. Според статистиката на Васил Кънчов („Македония. Етнография и статистика“) от 1900 година Кара Орманитѣ имат 42 жители, всички българи християни.
Цялото население на селото е под върховенството на Българската екзархия. По данни на секретаря на екзархията Димитър Мишев („La Macédoine et sa Population Chrétienne“) в 1905 година в Караорманите има 48 българи екзархисти и работи българско училище.
След Междусъюзническата война в 1913 селото остава в Сърбия.
Според преброяването от 2002 година селото има 911 жители, от които.
| Националност     | Всичко |
| северномакедонци | 840    |
| албанци          | 1      |
| турци            | 791    |
| роми             | 0      |
| власи            | 67     |
| сърби            | 3      |
| бошняци          | 0      |
| други            | 1      |

## Личности
Родени в Стар Караорман
- Стоян Чавдаров, български революционер, деец на ВМОРО,[6] убит от младотурците[7]
- Стоян Ефремов, български революционер от ВМОРО, четник на Никола Костов[8]